# Лодигін Юрій Володимирович
Юрій Володимирович Лоди́гін (рос. Юрий Владимирович Лодыгин, грец. Γιούρι Λοντίγκιν, нар. 26 травня 1990, Владимир) — грецький та російський футболіст, воротар грецького клубу «ПАС Яніна» та національної збірної Росії.

## Клубна кар'єра
Народився 26 травня 1990 року в місті Владимирі. 2000 року разом з батьками емігрував до Греції, де почав займатися футболом. З середини 2000-х займався у футбольній школі клубу «Шкода Ксанті». 2009 року уклав з цим клубом професійний контракт. 2010 року перейшов на умовах оренди до клубу другого грецького дивізіону «Еордаїкос», до складу якого приєднався 2010 року. Був основним голкіпером цієї команди.
2011 року повернувся до «Шкода Ксанті». Цього разу провів у складі його команди два сезони, захищав її ворота у 23 матчах чемпіонату.
До складу санкт-петербурзького «Зеніта» приєднався влітку 2013 року.
Після того змінив кілька клубів але врешті повернувся на історичну Батьківщину до Греції,де приєднався до клубу «ПАС Яніна».

## Виступи за збірні
Залучався до складу молодіжної збірної Греції. На молодіжному рівні зіграв у 3 офіційних матчах. Викликався до лав національної збірної Греції, проте в офіційних матчах на поле у її складі не виходив.
19 листопада 2013 року дебютував в офіційних матчах у складі національної збірної Росії.
Був у складі збірної Росії на Чемпіонаті світу 2014 року та на Євро-2016.

## Титули і досягнення
- Чемпіон Росії (1):

«Зеніт»: 2014–15
- Володар Кубка Росії (1):

«Зеніт»: 2015–16
- Володар Суперкубка Росії (2):

«Зеніт»: 2015, 2016